# René Morère
Pour les articles homonymes, voir Morère.
René Morère est un peintre français né à Paris le 16 mai 1907 et décédé à Castillon-en-Couserans le 23 décembre 1942.

## Biographie
Morère est appelé le Castillonnais de Montmartre.
Sa famille est originaire du Couserans. Son père Joseph et sa mère Élisabeth Saux sont originaires de Castillon-en-Couserans près de Saint-Girons dans l'Ariège, ils ont émigré à Paris pour trouver du travail.
À 14 ans il peint son premier portrait à l'huile et vend son premier tableau à 16. Il suit les cours de l'académie de Poissy, où il apprend notamment à peindre des nus. Après de brillantes études, il se consacre à la peinture en 1925 à la suite d'une rencontre avec Jean Cassou, futur conservateur en chef du Musée national d'art moderne, qui publie un article très élogieux sur son travail.
Durant les années 1930, où son œuvre prend toute son ampleur, il installe son atelier au passage Lepic à Montmartre et peint les filles de joies dénudées des cabarets de la rue Blanche. Sa première exposition parisienne, en 1930, lui vaut d'être reconnu grâce à son trait unique, il est alors promu au rang des révélations. Il participe ensuite à de nombreuses expositions et Salons en France  (Marseille, Toulouse, Bayonne, Auch) ainsi qu’à l'étranger (Espagne, États-Unis). Le monde des arts apprécie son œuvre, Jean Cocteau déclare notamment : « Je suis venu et j'ai vu des choses qui flambent et me plaisent. ». Sacha Guitry et René Benjamin le visitent à Castillon.
Les atrocités de la guerre d'Espagne l’interpellent, il peint alors plusieurs tableaux les dénonçant, qui sont remarqués.
À la suite du décès tragique de son frère François qui est graveur, il peint un tableau qu'il offre à l'église de Castillon Le Baptême du Christ.
Après un séjour à Collioure, il contracte une lésion pulmonaire. Rapidement affaibli, il ferme son atelier de Montmartre en novembre 1941 pour s'installer à Castillon, auprès de sa mère où il passait chaque été de sa vie. Il participe au Salon d'art contemporain de Toulouse et peint jusqu'à son dernier jour qui arrive le 23 décembre 1942 lorsqu’une hémoptysie foudroyante l’emporte. Sa disparition, aussi précoce que son talent, à 35 ans, interrompt une brillante carrière mais son œuvre demeure une référence dans le monde de l'art. Après la guerre, grâce à sa sœur Augusta et à plusieurs de ses amis, Jean Cassou, René-Marie Castaing et Gaston Massat (poète) entre autres sauvent son œuvre de l'oubli par de nombreuses expositions à travers le monde.
Augusta Morère a légué certaines toiles à des musées. Plusieurs musées possèdent désormais ses tableaux dans leurs collections : le musée Goya de Castres, le musée des Beaux Arts de Pau, le musée des Augustins de Toulouse, le musée Pyrénéen de Lourdes, le musée d'Art et d'Histoire de Saint-Denis et le Musée d'Art moderne de la ville de Paris.

## Style
Sa peinture est colorée et percutante. Rubens est sa principale référence. Il se classe dans le courant expressionniste et n’apprécie guère la mode du cubisme.